# تشونغ سو بين
تشونغ سو بين (بالكورية: 정수빈)‏ هي ممثلة كورية جنوبية، مواليد 17 أغسطس 1998 في سول، كوريا الجنوبية.

## المسيرة مهنية
تخرجت تشونغ سو بين، من جامعة كوريا الوطنية للفنون، كان ظهورها الأول في دراما «لايف اون» عام 2020.
من عام 2022 إلى عام 2024، ظهرت تشونغ في العديد من الأدوار الثانوية في «رجال شرطة مبتدئين» و«قاضية محكمة الأحداث» و«الانتقام من الآخرين» و«رئيس المحققين 1958». كان أول دور رئيسي لتشونغ بدور "كيم سو بين"، وهي فتاة غامضة تعاني من حمل غير مرغوب فيه في دراما قناة إس بي إس لعام 2022 عربة الأسرار، تم منح الدور في الأصل لـ كيم ساي رون، التي انسحبت لاحقًا من الدراما بسبب حادث قيادة تحت تأثير الكحول، وبالتالي تم اختيار تشونغ لتحل محل كيم. تلقت تشونغ اهتمامًا كبيرًا ومراجعات إيجابية لتمثيلها، ولأدائها في عربة الأسرار، فازت تشونغ بجائزة أفضل ممثلة جديدة في حفل توزيع جوائز دراما إس بي إس لعام 2023.
كان أول ظهور سينمائي لتشونغ في الفيلم الكوري الجنوبي «جزيرة وحيدة في البحر البعيد» لعام 2021. وكان ظهور تشونغ السينمائي الثاني في الفيلم الكوري الجنوبي «لا بأس!» لعام 2023 ، والذي عُرض لأول مرة في كل من مهرجان بوسان السينمائي الدولي الثامن والعشرين ومهرجان برلين السينمائي الدولي الرابع والسبعين. ومن المقرر طرحه في دور العرض في كوريا الجنوبية في 26 فبراير 2025.
في عام 2025، تم اختيار تشونغ لتلعب دورًا رئيسيًا في «التنافس الودي»، إلى جانب لي هيري وكانغ هي وون وأوه وو ري. اكتسبت تشونغ اهتمامًا كبيرًا ومراجعات إيجابية لدورها كطالبة منقولة.

## الأعمال

### مسلسلات
| السنة     | العنوان             | الدور        | م.           |
| --------- | ------------------- | ------------ | ------------ |
| 2020      | Live On             | لي سون جو    |              |
| 2021      | ثقب أسود            | طالبة        | [ 20 ]       |
| 2022      | قاضية محكمة الأحداث | بايك مي جو   | [ 21 ]       |
| 2022      | رجال شرطة مبتدئين   | بايك سون يو  | [ 22 ]       |
| 2022      | الانتقام من الآخرين | تاي سو يون   | [ 23 ]       |
| 2022-2023 | جزيرة               | لي سو ريون   | [ 24 ]       |
| 2022-2023 | عربة الأسرار        | كيم سو بين   | [ 25 ]       |
| 2024      | رئيس المحققين 1958  | بونغ نان سيل | [ 26 ] [ 2 ] |
| 2025      | التنافس الودي       | وو سول جي    | [ 27 ] [ 2 ] |

## الجوائز والترشيحات
| السنة | الجائزة              | الفئة            | عن العمل     | النتيجة | م.           |
| ----- | -------------------- | ---------------- | ------------ | ------- | ------------ |
| 2023  | جوائز دراما إس بي إس | أفضل ممثلة جديدة | عربة الأسرار | فوز     | [ 28 ] [ 2 ] |

## روابط خارجية
- تشونغ سو بين على موقع IMDb (الإنجليزية)
- تشونغ سو بين على موقع روتن توميتوز (الإنجليزية)
- تشونغ سو بين على موقع قاعدة بيانات الفيلم (الإنجليزية)